# Орестіс Мальтос
Орестіс Мальтос (грец. Ορέστης Μάλτος; 1908, Одеса — 1999, Атени) — грецький архітектор.

## Життєпис
Орестіс Мальтос народився у 1908 році в Одесі, Херсонська губернія Російської імперії (нині — Одеська область України), та переїхав до Греції у віці 10 років. Його батьки, Марія та Анастасіос Мальтос, були родом з міста Мегарово в Македонії (нині — Північна Македонія). Його батько, Анастасіос Мальтос (1851-1927), був професором літератури та музики в Атенському університеті.
У 1925-1930 роках навчався на факультеті архітектури Атенського національного технічного університету, а невдовзі після цього працював у програмі Міністерства освіти з будівництва нових шкільних будівель за наполяганням Ернеста Ебрара, який був його професором. Близько трьох місяців він працював у Марасліо з Фукідідом П. Валенті, де мав можливість познайомитися з піонерами цього проєкту.
Два роки він провів у Парижі (1930-1932) і один рік у Берліні (1933). У французькій столиці Мальтос відвідував заняття в майстерні професора Патуяра разом зі своїм колегою Полібіусом Міхаелідесом, а також разом вони безоплатно працювали в офісі Ле Корбюзьє (Рю де Севр). У Берліні він відвідував курси з проєктування закладів охорони здоров'я, над якими систематично працював у наступні роки у відділі архітектурних досліджень Міністерства охорони здоров'я.
Повернувшись до Греції, приєднався до кола прихильників модерністського руху, які регулярно збиралися та дискутували у лофті на вулиці Скоуфа. У 1933 році брав активну участь у Четвертій міжнародній конференції сучасної архітектури, як у роботі конференції, так і в сумнозвісній екскурсії делегатів на острови Егейського моря. У наступний період він розширював свої знання під час наступних професійних та пізнавальних поїздок до Америки та Англії, де він відвідував заклади догляду за хворими та записав весь цей лікарняний досвід у трьох рукописних томах.
Спокійний чоловік, який не бажав бути поглинутим особливими обставинами пошуку клієнтів і завдань, він свідомо звернувся до канцелярської кар'єри. Він був призначений до Міністерства соціального забезпечення і працював у його Спеціальній технічній службі до свого виходу на пенсію. Він утримувався від професійних та академічних амбіцій, вважаючи за краще спрямовувати свій талант і досвід на потреби служби міністерства в будь-який момент часу, особливо в галузі досліджень будинків для людей похилого віку. Він проводив навчання для Будинку сестер і Пірейської школи медсестер, для пологового будинку — лікарні «Маріка Еліадес» (сьогодні Загальна регіональна лікарня Елени Е. Венізелос, площа Елени Венізелос, 2), для Генеральної державної лікарні Ніцци та Санаторію Іоанніни.
Жив він у своєму будинку в Філотеї, який побудував сам. У його композиції та морфологічній обробці він використовував елементи, які свідчать про його плідну діяльність у міжвоєнному модерністському русі та обізнаність з його останніми досягненнями.
Помер у віці 91 року в Атенах (1999).